# برند گریس
برند گریس (انگلیسی: Bernd Gries؛ زادهٔ ۲۶ مهٔ ۱۹۶۸) بازیکن فوتبال اهل آلمان است.